# Жёмон
Жёмо́н (фр. Jeumont) — коммуна во Франции, регион О-де-Франс, департамент Нор, округ Авен-сюр-Эльп, кантон Мобёж, в 85 км от Лилля, на границе с Бельгией. Через город протекает река Самбра. На востоке коммуны находится железнодорожная станция Жёмон линии Крей-Жёмон, связанная с бельгийской станцией Эркелин линии Эркелин-Шарлеруа.
Население (2017) — 10 159 человек.

## Достопримечательности
- Церковь Святого Мартина XVI века
- Развалины средневекового шато Жёмон, исторический памятник
- Здание в стиле арт-деко бывшей больницы имени Альбера Риша, ныне — реабилитационного центра, построенное по проекту уроженца Жёмона, архитектора Адольфа Дани.

## Экономика
Жёмон известен как промышленный центр. Здесь сосредоточены несколько предприятий машиностроения, производящих электрооборудование для ветряных турбин, ядерных реакторов и двигателей для морских судов, входящих в структуру корпорации Areva. В 2007 году Areva продала бизнес производства двигателей компании Altawest.
Структура занятости населения:
- сельское хозяйство — 0,0 %
- промышленность — 36,3 %
- строительство — 2,4 %
- торговля, транспорт и сфера услуг — 24,0 %
- государственные и муниципальные службы — 37,3 %

Уровень безработицы (2017) — 29,8 % (Франция в целом — 13,4 %, департамент Нор — 17,6 %). 

Среднегодовой доход на 1 человека, евро (2017) — 15 530 (Франция в целом — 21 110, департамент Нор — 19 490).

## Демография
Динамика численности населения, чел.

## Администрация
Пост мэра Жёмона с 2008 года занимает социалист Бенжамен Сен-Юй (Benjamin Saint-Huile). На муниципальных выборах 2020 года возглавляемый им левый список победил в 1-м туре, получив 78,50 % голосов.
| Период | Период | Фамилия         | Партия                                                        | Примечания                                 |
| ------ | ------ | --------------- | ------------------------------------------------------------- | ------------------------------------------ |
| 1989   | 1995   | Юмберто Баттис  | Социалистическая партия                                       | учитель, депутат Национального собрания    |
| 1995   | 2008   | Кристин Марен   | Объединение в поддержку Республики, Союз за народное движение | коммерсант, депутат Национального собрания |
| 2008   |        | Бенжамен Сен-Юй | Социалистическая партия                                       |                                            |

## Города-побратимы
- Эркелин, Бельгия
- Вадерн, Германия

## Галерея

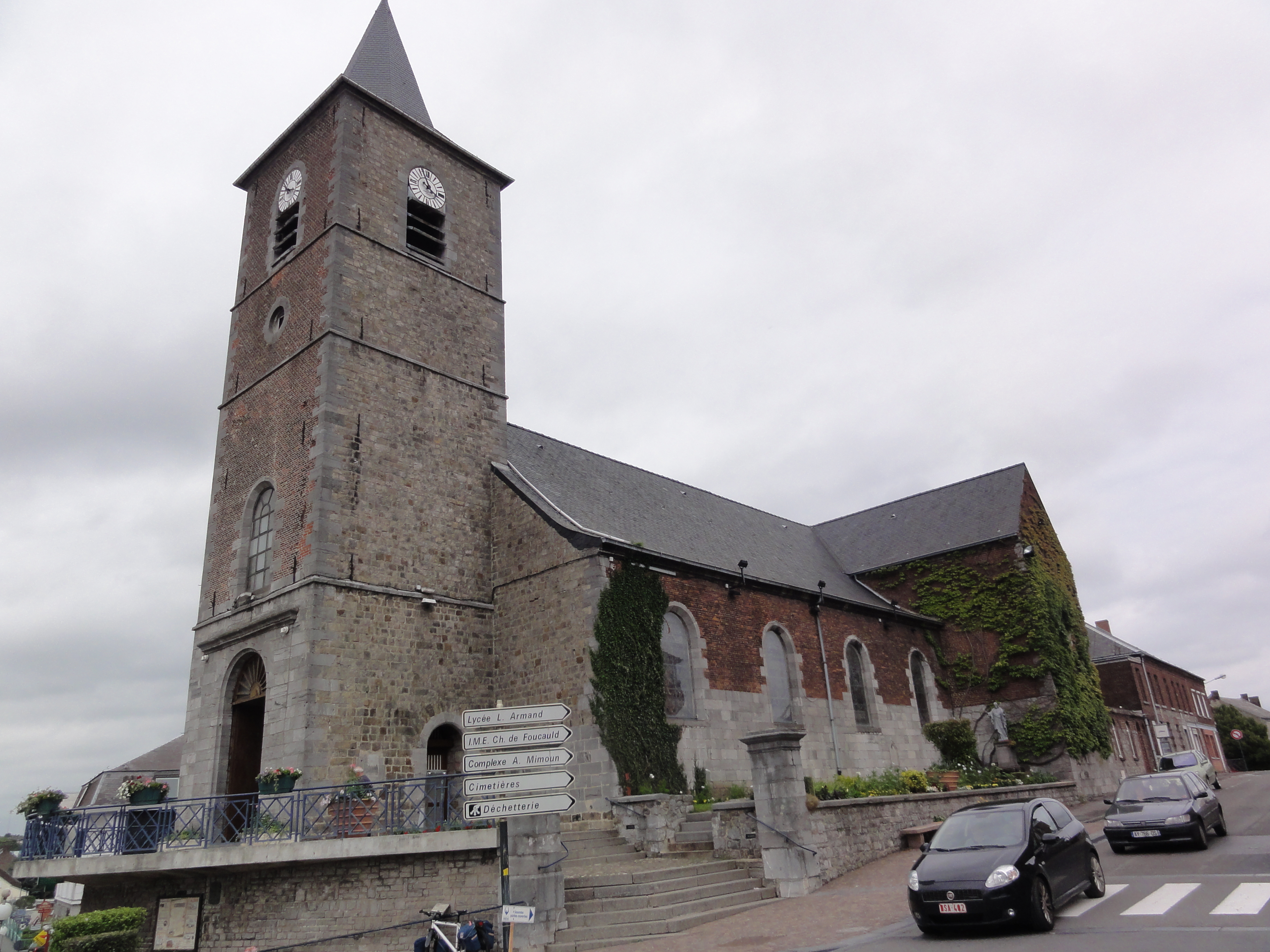
Церковь Святого Мартина
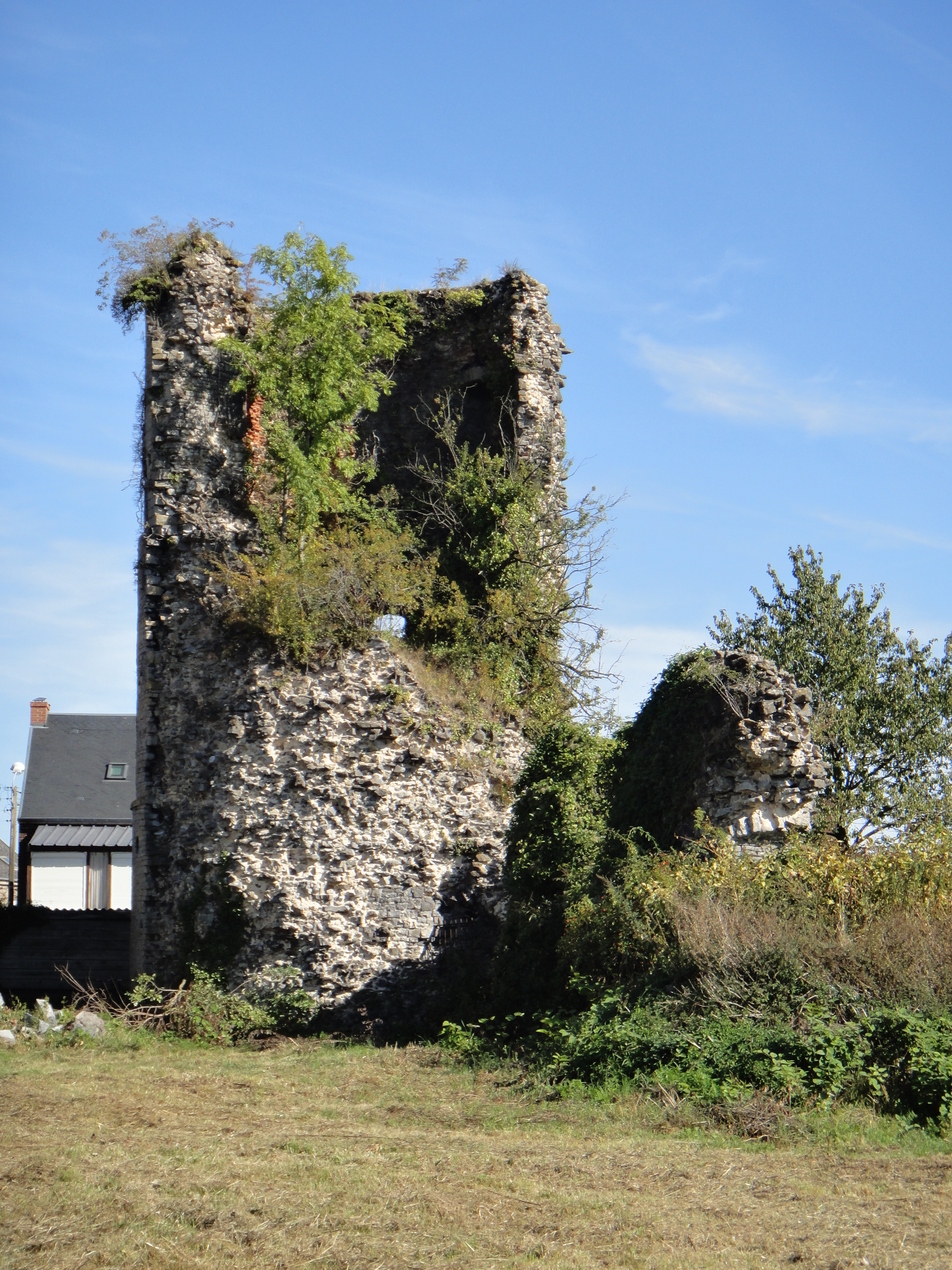
Развалины шато Жёмон
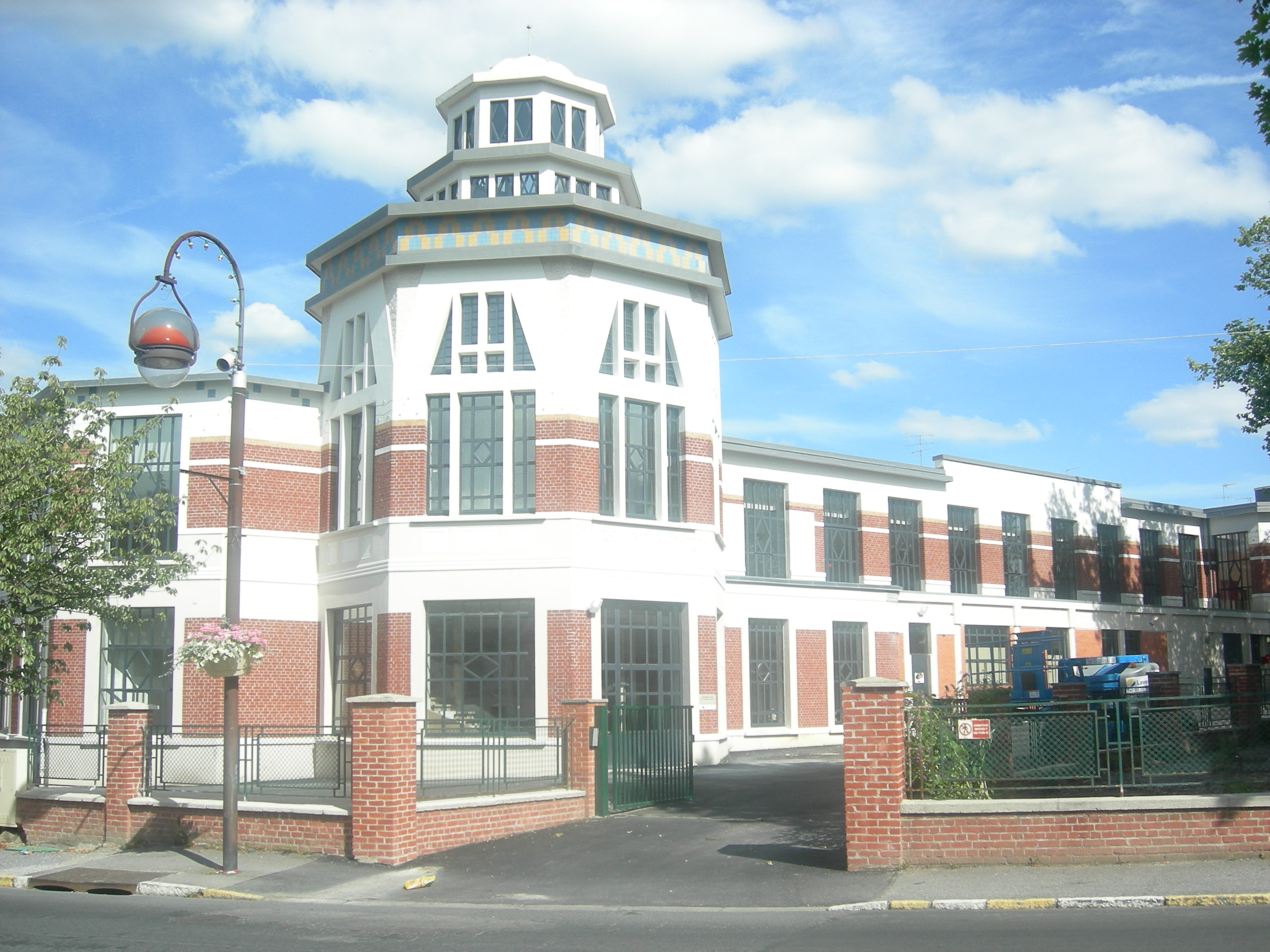
Центр Альбер-Риш